# Martijn Rasenberg
Martin Rasenberg, né le 9 novembre 2003 à Bréda, est un coureur cycliste néerlandais.

## Biographie
Martin Rasenberg est originaire de Bréda, une localité située au sud des Pays-Bas. Il grandit au sein d'une famille de cyclistes. Son père Ferry a lui-même pratiqué ce sport en compétition, tout comme son grand-père Henk, son frère jumeau Robbert et son oncle Bob, qui fut brièvement professionnel. À l'instar de ces derniers, il pratique le vélo depuis son plus jeune âge. Il n'a toutefois pas délaissé ses études en suivant un cursus dans le domaine de l'administration des affaires à l'université Érasme de Rotterdam,.
En 2021, il se classe notamment dixième de la Carpathian Couriers Race. Il intègre ensuite l'équipe continentale À Bloc CT en 2023. Avec cette formation, il s'impose en solitaire sur le Ronde van Achterhoek. Il s'agit de sa première victoire acquise sur une épreuve inscrite au calendrier de l'UCI. La même année, il décroche quatre tops dix sur des étapes du Tour du lac Qinghai. Il représente aussi son pays natal aux championnats d'Europe espoirs, où il termine douzième et meilleur représentant néerlandais de la course en ligne. 
Au printemps 2024, il remporte l'Omloop der Kempen, une autre course de l'UCI Europe Tour. Il passe également tout proche d'un succès de prestige sur le ZLM Tour en terminant deuxième de la troisième étape, grâce à une échappée. 

## Palmarès et résultats

### Palmarès par année
- 2020
  - Oss Winter
- 2022
  - Kermiskoers Steen
- 2023
  - Grote Ronde van Gerwen
  - Ronde van Achterhoek
- 2024
  - Omloop der Kempen
- 2025
  - Flèche du Sud
  - Slag om Woensdrecht

### Classements mondiaux
| Année                                 | 2021  | 2022 | 2023 | 2024  |
| ------------------------------------- | ----- | ---- | ---- | ----- |
| Classement mondial                    | 2718e | nc   | 995e | 1032e |
| UCI Europe Tour                       | 1774e | nc   | 702e | nc    |
|                                       |       |      |      |       |
| Légende : nc = non classéSource : UCI |       |      |      |       |